# 暴飲
暴飲（英語：Binge drinking，或稱為heavy episodic drinking（重度間歇性飲酒））, 是種現代的稱法, 用來描述在短時間內透過大量飲酒而達到酩酊大醉的程度，但定義有幾種，而且甚不相同 (見下文)。
暴飲是種在幾個國家/地區流行的飲酒方式，並與社交飲酒（請參考飲酒文化）有某種程度的重疊，因為通常是在群聚時發生。然而，發生這類暴飲的情況在不同文化之內，以及不同的文化之間，醉酒的程度會有不同。暴飲會持續數小時，持續數天，或者在濫用的情況下，甚至會為期數週。由於濫用酒精會產生長期影響，暴飲成為重要的公共衛生問題。
這種飲酒方式在男性中較為常見、尤其是在他們的青少年時期和青年的時期。經常大量飲酒與發生在神經、心臟、消化道、血液、免疫、和肌肉骨骼系統的不良影響有關聯，並會把由酒精所引起的精神疾患的風險提高。一項針對美國的文獻審查發現，有多達三分之一的青少年會暴飲，其中有6%已達到酒精相關物質使用疾患的閾值。大約有4%的女性會在懷孕期間酗酒，有可能導致胎兒酒精譜系障礙（FASD）的發生（這類疾患最嚴重時是胎兒酒精綜合症（FAS））。青少年時期的暴飲與交通事故和其他類型的事故、暴力行為、以及自殺有關聯。兒童或青少年暴飲的頻率越高，開始的年紀越輕，他們越有可能罹患酒精使用疾患。許多會暴飲的青少年也會使用其他的精神藥物。
頻繁的暴飲與長期飲酒（酗酒）相比，會較快且較嚴重導致腦損傷。暴飲之後，由於大量的穀氨酸被釋放，而過度刺激大腦，產生神經毒性的結果。這會導致興奮性中毒, 而損害或殺死神經元 (腦細胞)。每次暴飲都會立即刺激大腦；重複刺激而導致傷害累積。發育中青少年的大腦特別容易受到暴飲的神經毒性影響, 有些證據顯示每月一次或兩次飲酒超過10或11份就會導致腦損傷。在2020年所做的一項研究發現，即使是一次暴飲也會導致大腦胼胝體萎縮，五週之後，這種損傷仍可被MRI檢測到。長期禁酒後會讓神經發生，有可能把酒精不當使用造成的損害逆轉。

## 定義
由Stolle、Sack和Thomasius3人撰寫的研究報告把暴飲定義為重度間歇性飲酒。目前世上對於喝多少酒算是構成“暴飲”尚未有共識，但在美國，這個字在學術研究中被描述為在兩個小時間內，飲用5份或更多份酒精標準單位（男性），或4份或更多酒精標準單位（女性）的酒類。2015年，美國疾病控制與預防中心（CDC）援引美國國家酒精濫用和酗酒研究所 (NIAAA)的說法，把暴飲定義為“一種讓飲者的血液酒精濃度(BAC)達到0.08%或以上的飲酒模式。通常在兩個小時內，男性喝5份或更多，女性喝4份或更多時，就可達到這樣的血液酒精濃度。”據估計，大約有16%的美國成年人每月會有4次達到這些暴飲的標準。根據一項在2001年出版的《成癮行為心理學》雜誌上的定義，男性在兩週內至少有一次喝5份酒，女性喝4份酒，才能被歸類為暴飲。在英國，一份學術出版物把暴飲定義為飲酒量超過每日限額的兩倍，即男性喝8份或更多，女性喝6份或更多（大致相當於各為5或4份美國酒精標準單位）。在澳大利亞，爆飲也被稱為單次高風險飲酒 (RSOD) ，標準是一天內喝7份酒精標準單位或更多（男性）和5份或更多（女性）來分類.澳大利亞衛生部透過1988年頒布的改善醫療衛生衡量方法（BEACH）收集18歲以上群體的資訊作研究時，把這種飲酒方式定義為那些每週或每月有一次會飲用6份或更多酒精標準單位的行為
上述定義並未考慮飲酒花了多長的時間或是飲酒者本身的體重。一個人即使從未喝醉也可被定義為暴飲者。
其他比較少見的定義使用血液酒精濃度(BAC)。例如，美國國家酒精濫用和酗酒研究所把“暴飲”定義為一種使飲者的血液酒精濃度達到每毫升有0.08克或更高程度的飲酒模式。無論使用什麼數字定義，使用暴飲這個名詞時，通常都暗指在短時間內大量飲酒或以酩酊大醉為目的的快速飲酒，因為花上整天，伴著用餐，飲用4/5份酒精，與在空腹時，幾個小時內就飲用相同數量的酒精，所產生的效果不會相同。
爆飲的另一種口語說法 - “大飲一場（going on a bender）”，通常指的是為期幾天的暴飲。

## 對健康影響
暴飲和酗酒造成的急性酒精中毒，是已知會導致自殺的強大危險因素。暴飲還與無計劃和危險性行為、非預期懷孕的風險增加、以及HIV感染的風險增加有關。有10%的女性和19%的男性報告稱曾因酒精原因而遭受攻擊。每週飲酒超過35份酒精標準單位的男性報告稱因酒精而遭到身體傷害，15%報告稱會因為酒精而傷害他人身體。近16%的暴飲者報告說在一年內因酒精而在性方面被人佔了便宜，而有8%的人報告說他們在性方面佔了別人的便宜。重度飲酒者每年造成大約有183,000起強姦和性侵犯、197,000起搶劫、661,000 起嚴重侵襲、和170萬起簡單型侵襲。暴飲行為與較高的離婚率、家庭暴力、和不佳工作表現有關。暴飲會對身體，包括對血液平衡及晝夜節律變化、心律、缺血性心臟病、血壓、白血球活性、女性激素水準、以及對胎兒均會產生不利影響。還有來自動物研究的證據顯示暴飲會導致腦損傷。暴飲與女性下腹痛有關聯。長期濫用酒精和最近有過暴飲的人可能會發生酮酸中毒。酒精對大腦發育的影響非常顯著，尤其是對那些大腦仍在發育中的青少年時期的人身上。負責決策和復雜思維過程的額葉在青春期正處於最後的發育階段，暴飲會阻礙額葉的發育。

### 青少年和青年期

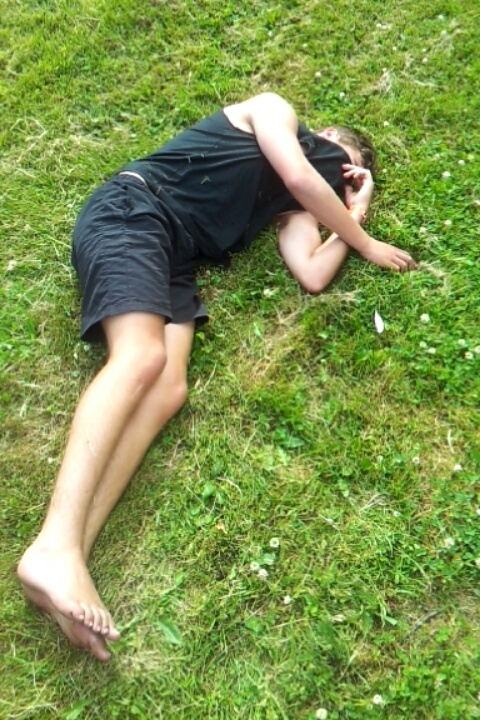
一場暴飲後昏迷躺平的青年男子。

年輕人間大量的暴飲，到成年後會增加酗酒以及肝臟疾病的風險，讓暴飲成為重要的公共衛生問題。最近的研究發現年輕大學在過去兩週內，在超過3次場合中喝下4份或更多酒的暴飲者，在統計上成為酗酒者的機率是不暴飲者的19倍，但因果關係的方向尚不清楚。特別讓人覺得有意思的是喝酒的目的只為喝醉，這成為美國大學校園的重要健康和社會問題。青少年時期經常暴飲與酗酒風險增加有關。大約40%的酗酒者報告說在青少年時期曾大量喝酒。反復重度間歇式飲酒，尤其是在年輕時期，被認為會導致罹患酒精相關疾病（國際疾病傷害及死因分類標準第十版中，有害使用/酒精依賴症候群）的風險顯著增加。
大量飲酒也與抑鬱密切相關聯。重度抑鬱症患者的酒精不當使用率高於低度抑鬱症患者。罹患抑鬱症的大學生比沒罹患的更容易喝酒。在哈佛大學進行的一項研究中，發現接受調查的學生中約有32%被診斷會濫用酒精，而大約有6%被診斷為罹患酒精依賴。暴飲也成為澳大利亞青少年日益嚴重的問題，由慈善機構癌症委員會（Cancer Council）進行的澳大利亞中學生酒精和藥物調查（Australian Secondary Students Alcohol and other Drug (ASSAD) survey）發現，大約有33%的7歲至11歲學生在調查前一週曾飲酒，還發現10%的學生所暴飲的酒量，甚至是已達到對對成年人也屬危險的水準。把調查結果按年齡分組，結果是13%的15歲群組和22%的17歲群組的酒精攝取量高於成人的每日推薦最高數量，而20%的17歲群組酒精攝取量被認為連對對成年人都有風險。
會影響到酒精不當使用或是酗酒發展的其他風險因素包括有社會性和遺傳性兩方面。幾位研究人員發現，在15歲之前即開始飲酒，與推遲到20歲或更晚的人相比，罹患酗酒的風險增加四倍。有人估計，如果人們把開始飲酒的年齡推遲到20歲，罹患酒精使用疾患的病例數將減少50%。然而，目前尚不清楚這是因果關係，還是與首次飲酒年齡和酗酒傾向相關的家族（和其他）因素的干擾結果。
青少年暴飲致死的主因是道路交通事故；發生在15歲至20歲之間的所有致命道路交通事故中，有三分之一與飲酒有關。騎自行車的人和行人在暴飲後，行進時的空間意識和注意力可能會降低，而且青少年在暴飲後做酒後駕駛者或是當作乘客的情況更為常見。美國青少年中50%的頭部損傷與飲酒有關。暴力和自殺兩者成為青少年與暴飲相關的第三大常見死因。暴飲者的青少年自殺風險是非暴飲者的四倍多。
較早的性行為、較頻繁的性伴侶變換率、較高的意外未成年懷孕率、較高的性傳染病發生率、不孕症、以及懷孕期間與酒精相關的胎兒損傷，都與暴飲有關聯。女性酗酒者成為性侵犯受害者的可能性要高出3倍；報告受性侵犯的女性青少年中，有50%在受侵犯當時是受到酒精或其他精神藥物的影響。
經常參加暴飲的青少年在數年後，他們大腦的海馬體會縮小，尤其是那些在早期就開始飲酒的人。重度暴飲與額葉發生神經認知缺陷、工作記憶受損、以及延遲的聽覺和語言記憶缺陷有關。動物研究顯示，青少年時期濫用酒精所造成的神經退化障礙可能是永久性的.在人類研究方面，使用複雜的大腦掃描技術可檢測出在十幾歲的青少年中, 每月有一次或兩次，每次會喝4到5份以上的酒精飲料，會對發育中的腦組織造成微妙的損害，特別是在白質的部分。但這項研究主要是針對橫斷面，樣本量相當小，使得因果關係不太能被確定。
有幾項研究用以發現青少年時期的暴飲與成年後成為長期酒精飲者之間是否存在聯繫。有項由美國勞動統計局所主辦的全國縱向調查，其中一項特別研究發現，青少年時期的有害飲酒與成年後繼續攝入酒精到危險的水準有顯著的關聯。暴飲是青少年依賴酒精來應對某些壓力或抑鬱的方式。

### 中樞神經系統
重度暴飲者往往有延遲的聽覺和語言記憶，以及管控功能和情節記憶的缺陷，這與高沙可夫症候群顯示的缺陷相似。這些人身上也發現有空間記憶和模式識別的損害。爆飲者的控制衝動功能也會受損，尤其是女性暴飲者。此外，語言和視覺資訊的即時和延遲回憶受損；相反的，暴飲者的語義組織能力與非暴飲者相比，反會較好。對青少年的研究顯示，經常暴飲會導致長期的認知障礙，但對產生顯著影響的階段而所需的閾值仍不清楚。對成人造成的認知障礙也不清楚，因為有項研究發現暴飲和認知障礙之間沒關聯。由於暴飲會把前額葉 - 皮質下和眶額皮質迴路的功能改變，而會增加衝動性。暴飲及做過多次酒精解毒的人與無法正確解讀面部表情有關聯；這被認為是由於杏仁核的點燃，導致神經傳遞遭受扭曲的結果。青少年、女性和年輕人對暴飲造成的神經心理影響最為敏感。青少年時期, 特別是在早期，是個大腦發育的重要階段，特別容易受到暴飲的神經毒性和不良神經認知的影響。
暴飲會導致抑制性突觸後神經電位和興奮性突觸後電位氨基酸之間的不平衡，以及中樞神經系統中單胺神經遞質釋放的變化，這會增加神經毒性並可能導致認知障礙、心理問題，可能會對長期暴飲的青少年和成人大腦造成不可逆轉的損害。
雖然幾項在大鼠的研究顯示酒精在青春期比成年期更具毒性，但有些研究人員認為尚不清楚對於人類是否也是如此。但重度暴飲的青少年與不暴飲的青少年相比，在記憶測試中表現出大腦活動受損和大腦結構不發達，但研究人員認為，這些發現與那些在青少年時期並未濫用酒精的成年酗酒者相似。從動物研究結果外推到人類，本來就非常困難，倡導節制飲酒的非營利組織Choose Responsibility所做的審查，結論是酒精對認知能力所造成的長期損害，無論是在青少年時期或是更晚開始大量飲酒，結果相同。

### 懷孕
就酒精對胎兒造成損害的嚴重程度而言，暴飲比一般酒精攝量的影響更為嚴重。酒精對胎兒有明確的長期影響，尤其損害到注意力，同時可能會在孩子長大後產生精神障礙的問題。美國有項在2005年所做的研究發現，在婦女方面，大約有五分之一的非孕婦會暴飲，二十五分之一（即4%）的孕婦會暴飲。婦女在懷孕期間暴飲與胎兒酒精綜合症、酒精相關的出生缺陷、以及酒精相關的神經發育障礙有關聯。受影響的兒童出生後可能會出現智力障礙的問題（和學習、記憶、注意力、解決問題相關），以及心理健康和社會關係方面的問題。這些兒童有時也會發生臉部、骨骼、和身體器官畸形，以及有較小的頭圍。對綿羊的研究顯示，酒精引起的胎兒神經毒性可能是由於酸中毒和高碳酸血症所造成。懷孕期間暴飲3次或更多次與死產風險增加有關聯。

### 猝死
暴飲也與中風和猝死有關。暴飲會讓中風的風險增加10倍。在暴飲盛行的國家，年輕人和中年人中的週末猝死率顯著增加。暴飲後的戒斷症狀與缺血性中風，以及年輕男性的蛛網膜下腔出血和腦內出血（ICH）特別有關聯。對有潛在心臟病的個人，暴飲會增加冠狀動脈疾病（缺血性心臟病）和心絞痛的風險。暴飲對新陳代謝、血脂、血液凝固和纖溶、血壓、和血管張力有負面影響，並與栓塞性中風和急性心肌梗塞有關聯。專家認為由於有這類風險，對人們提供有關的警告非常重要。被別人看作是輕度飲酒者的人，如果發生暴飲，會與心血管問題和死亡率的風險增加有關聯。暴飲會增加心血管毒性，因為它對心臟的電傳導系統和血栓形成產生不利影響。在美國，因過量飲酒而導致平均每年1有80,000人死亡（其中一半由暴飲所造成）。在2006年2產生的相關經濟成本為2,235億美元（四分之三由暴飲所造成）1及2。（在此的暴飲是每個場合女性喝≥4份；男性喝≥5份）。

### 泌尿系統
如果膀胱中的尿液過滿，可能會導致破裂。這情況可能會發生在暴飲者身上，因為喝得過多，而因為酒精產生的木僵而不知需要排尿的緣故。這種情況在女性中非常罕見，但確實發生過。症狀包括局部疼痛和尿毒症（由於重複吸收廢物而中毒）。復原率很高，致死主因是由於菌血症所造成。通常飲者昏倒時，在膀胱破裂前很有可能會排尿，因為酒精通常會把控制膀胱的肌肉放鬆。

### 急性危害
在短時間內大量攝入酒精，最常見風險是血液中的酒精濃度過高。結果是酒精中毒（過量），而可能會致命。被嘔吐物嗆到（或是吸入）也是潛在的致死原因，由跌倒、打架、機動車輛、和自行車事故造成的傷害也是如此。暴飲過後有9%的大學生會做酒後駕駛。另一個常見的風險是短暫性意識喪失（與酒精有關的失憶症），會導致羞恥、內疚、尷尬、人際關係受損、受傷、或死亡，並與個人遺失物品有關聯。

### 心血管系統
最近對一所美國大學進行的研究，探討過量飲酒是否會對心血管系統產生影響。根據研究結果，發現暴飲者的體循環和微循環功能發生變化，這可能是心血管疾病風險的徵兆。研究建議，曾有過重度暴飲史的暴飲者應定期做這方面的篩檢。

## 原因
文化以及同輩壓力是推動暴飲的兩個重要原因。在成年人中，暴飲者在從未結婚，且教育成績在B級或以下的群組中較為常見。
在歐洲，兒童和青少年會暴飲的原因包括：
- 很有趣(76%)
- 自我感覺有助交際(65%)
- 感到快樂/放鬆（各佔51%）
- 忘卻煩惱 (41%)

其他原因包括有感覺較成熟、更能融入同儕，以及增加休闲性行为的機會。有人喝酒是為減輕壓力或是焦慮。對於人際暴力的研究側重於青少年受害和施暴的機制（尤其是在纏擾、騷擾、性侵犯、和青少年約會暴力方面），報告稱，這類青少年有很高比率罹患有憂鬱症，而在受害者中有很高比率會暴飲 。
有項對64名有暴飲經歷的14歲至17歲的青少年所做的半結構式訪談，發現暴飲的動機包括有促進社交、對個人的好處（例如獲得“舒服感覺”），以及應對同儕壓力和社會規範。
導致青少年暴飲的危險因素包括：社會經濟地位低落、可支配（零用）錢多、追求感覺和新奇事物、缺乏自制力、犯罪以及有犯罪的朋友。其他風險因素有：使用酒精來應對情緒問題（在青少年時期的女孩中較常見）、同儕過度飲酒、與父母關係不佳、父母濫用酒精。遺傳條件加上負面環境因素，會增加有害的酒精使用。此外，與青少年時期相關的冒險行為也會促成暴飲。

## 病理生理學

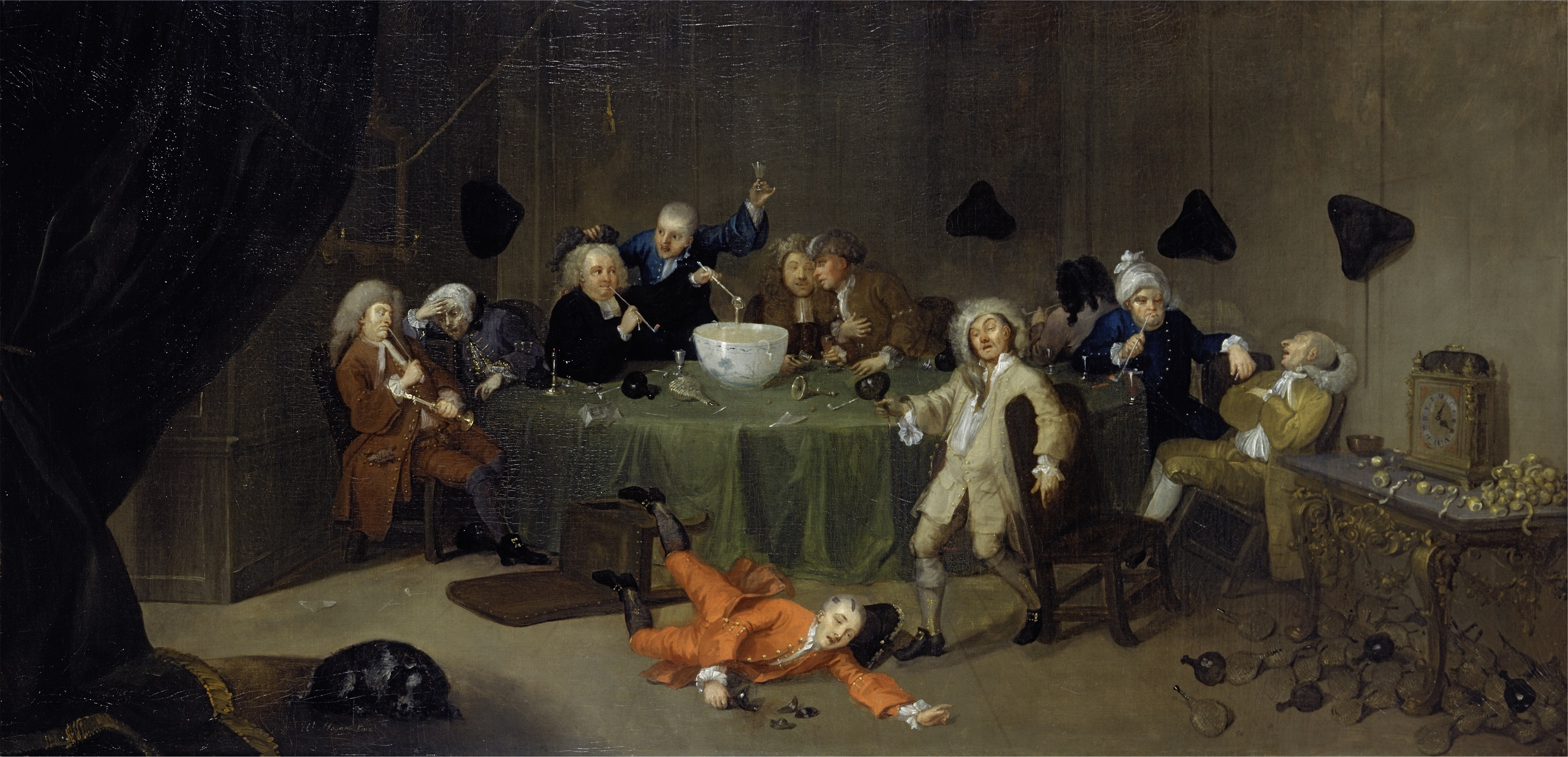
英國諷刺畫家威廉·賀加斯一幅名為A Midnight Modern Conversation的畫作, （1731年）

暴飲會導致戒斷效應的神經毒性作用反復發生，比長期飲酒（酗酒）更容易導致腦損傷，而且更為嚴重。由於暴飲之間會重複出現未飲酒階段，與長期飲酒相比，戒斷時所釋放出的麩胺酸會更多；此外，這種反復發生在暴飲者身上的極端性麩胺酸釋放，會導致興奮性中毒。長期 (不間斷) 飲酒與暴飲者相比，耐受性會把與酒精相關的腦損傷延遲，而暴飲導致對大腦的刺激具有立即和反復的效果。
暴飲者的控制衝動的能力受損，在女性飲者中尤為突出，是因為額葉功能障礙所致。對人類的研究與對動物研究結果基本一致。此類動物研究發現，經常大量的暴飲會導致大腦與學習和空間記憶有關的邊緣系統區域（例如嗅球、梨狀皮質、鼻周皮層、內嗅皮層、和海馬體齒狀回）產生神經退化障礙。有項對大鼠的研究發現，連續兩天的暴飲會導致內嗅皮層廣泛的神經退化障礙，而導致學習缺陷。雖然已知暴飲導致的腦損傷由暴飲模式所造成，但目前尚不清楚要每場要喝多久，以及暴飲的頻率才會導致大腦的損傷。有項研究發現，在3年期間每月至少喝100份（男性）或80份（女性）（集中在每月21次或更少）的人與非暴飲者相比，顯示決策能力受損。在多項研究中顯示，重度暴飲者的反復急性戒斷症狀與神經點燃導致的認知缺陷有關聯。反復戒斷症狀所導致的神經點燃被認為是造成暴飲者和酗酒者認知損傷的機制。神經元點燃也會造成每回後續的急性戒斷發作比之前的發作更為嚴重。
短暫性意識喪失可能是由於海馬體功能受到抑制，N-甲基-D-天冬氨酸（NMDA）活性反彈，再加上反復酒精中毒後，急性戒斷/戒酒的壓力引起的過量糖皮質激素釋放，有人提出這是神經點燃機制，導致暴飲者大腦涉及學習和記憶的結構產生神經毒性的結果。由於暴飲導致神經認知缺陷以及工作記憶受損，繼而導致額葉處理能力受損。

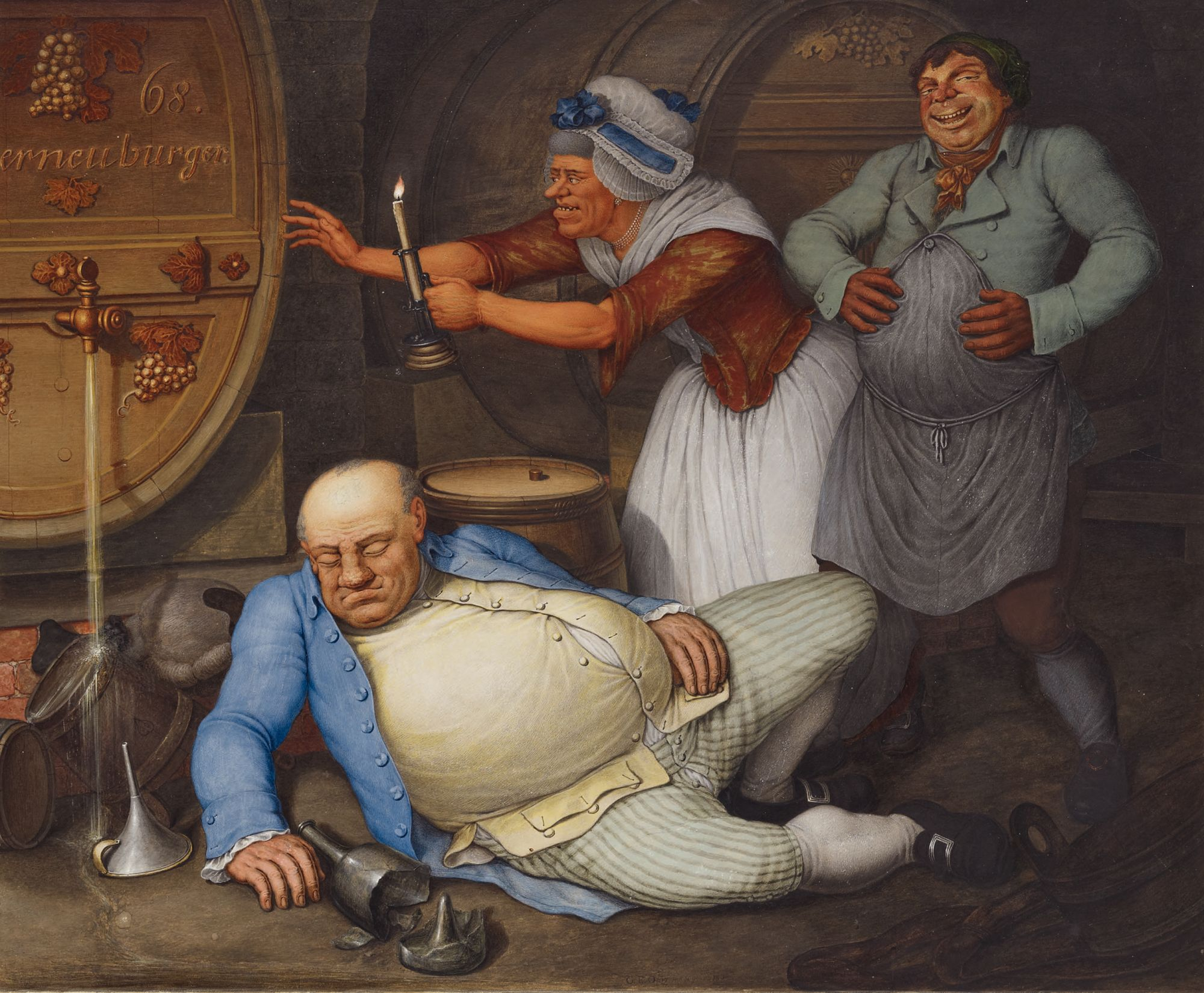
蘇台德德意志人畫家Georg Emanuel Opiz1804年作品 - 醉漢,。

酒精中毒時，大腦功能會受到抑制；但當戒斷症狀發生時，麩胺酸/NMDA系統中會出現反彈效應，並釋放具有過量麩胺酸活性的糖皮質激素；由於反復酒精中毒，緊接著又有急性戒斷，會產生損害中樞神經系統的神經毒性作用，導致語言和非語言認知能力持續受損，空間定向能力也會受損。由於青少年時期發生的發育過程包括髓磷脂形成和突觸重組, 在這年齡段的人被認為較易被酒精的神經毒性作用所影響。
年齡和遺傳因素會影響到酒精相關神經毒性的風險。青少年時期，尤其是早期（即15歲之前），是專門的神經元和突觸系統發育成熟的關鍵和微妙的階段。這個關鍵的階段是終生成人特徵（例如才能、推理、和復雜技能）的成熟階段；然而，酒精，尤其是暴飲可能會破壞和干擾到這個過程。青少年時期也是一個具有高度的尋求新奇事物、尋求刺激、和冒險行為的發展時期，因此在酒精和其他藥物的試用和濫用很常見。有項針對青少年時期大鼠的研究發現，短期接觸高濃度酒精後會導致大腦功能發生長期變化，相應的腦電圖電波異常會持續到成年期，包括睡眠腦電圖持續紊亂，以及慢波睡眠（深度睡眠）減少。這種腦電圖與過早衰老類似。根據一篇文獻綜述，有關酒精在神經毒性作用的敏感性，如果對青少年時期發育階段與胎兒發育階段的影響類似，並且如同在動物研究上的結果，對人類大腦產生長期或永久性的損傷，就表示青少年大量飲酒是代表一個重要的公共衛生問題。事實上，在青少年時期，不同大腦區域中突觸可塑性和神經元連接的重塑和功能變化，都會受到酒精的影響（參見喝酒的長期影響）。

## 診斷
當一個人出現社交、人際關係、和/或法律問題，而仍然繼續大量飲酒時，可能就是罹患酒精使用疾患。但並非全部具有暴飲行為的人就是罹患酒精使用疾患。
為從暴飲者中判別酒精使用疾患，可用過去6個月的時間來消除偽陰性（就是有酒精使用疾患，但未被檢測出者）的人。例如,，只使用兩週的時間來評估會導致有30%經常重度暴飲者被錯誤歸類為沒有酒精使用疾患。然而，同一組研究人員也指出，當使用更長的時間框架時，會增加回憶偏差的機會。

## 預防
無論人的年齡大小，暴飲都被認為有害，醫事人員受到呼籲需更加關注患者的飲酒習慣，尤其是暴飲。有研究人員認為，提高法定飲酒年紀，和醫療衛生提供者給予的簡短干預措施是降低與暴飲相關的發病率和死亡率的最有效手段。美國人已經想出許多方法來幫助防止暴飲。美國疾病控制與預防中心（CDC）建議增加酒類售價或是消費稅、限制銷售酒類商店數量（降低“銷售點密度”），並對未成年人飲酒作更嚴格的執法。還有許多諮詢的方式，例如动机访谈和認知行為療法，可把大量飲酒的大學生的飲酒量降低。威斯康辛州的促進健康生活方式（Promote Healthy Lifestyles）倡議在2006年實施一項計劃，協助初級照護醫生識別和解決患者的暴飲問題。2008年8月，一群自稱為Amethyst Initiative的大學校長堅稱，把法定合法飲酒年齡降低（大概為18歲，而美國目前仍為21歲）是遏制大學生“危險的暴飲文化”的一種方式。這種想法目前仍是個有爭議的議題。支持者認為最低法定飲酒在21歲，會導致飲酒行為轉入地下，並讓實際情況變得更危險，而反對者則稱降低年齡只會讓情況變得更糟。大多數澳大利亞女性不顧健康警告，每週至少要暴飲一晚。專家警告說，這樣不僅會損害自己的身體，還有吸引色狼侵犯的風險。

### 減量
研究工作提出減少暴飲或危險飲酒的方法。一些透過電腦提供的干預似乎可把暴飲減少，其中一例是“重新思考飲酒（rethinking drinking）”。
澳大利亞聯邦衛生與高齡化部在2009年斥資5,350萬澳元，發動“全國暴飲戰略（National Binge Drinking Strategy）”，對象是澳大利亞的年輕人。這項名為“別把一晚外遊變成噩夢（Don't Turn a Night Out Into a Nightmare）”的活動通過許多大眾媒體向公眾傳達，以展示澳大利亞定義的暴飲（risky single occasion drinking，RSOD）的危害和後果。這類型運動的有效性呈現混合的結果。仍需做研究以確保信息能導致目標群體行為的積極轉變。
澳大利亞聯邦衛生與高齡化部的存續期間為自2001年到2013年。在2013年解散後，主要功能由澳大利亞衛生部接續。

## 治療
暴飲對尤其是年輕人有認知障礙和不可逆轉的腦損傷相關的風險，建議應該採取緊急行動以為應對。有證據顯示透過雇主的干預措施，例如健康和生活方式檢查、社會心理技能訓練、以及同儕的推薦，都可把暴飲的程度降低。一些美國簡短的激勵干預措施顯示出有減少未來的暴飲的效果。
濫用酒精的青少年可從降低風險的干預措施中受益。對於較嚴重案例，則建議讓父母、監護人、或心理治療師的介入干預。對於因暴飲而入院治療（例如酒精中毒或是受傷）的青少年的有效干預策略，包括有在院內進行1到4次諮詢課程，每次持續30到60分鐘，由經過訓練的工作人員執行。建議在進行干預措施，評估個人飲酒模式和相關風險時，不採取居高臨下的方式，而強調個人責任；建議以討論、告知、和教育青少年飲酒可能造成的短期和長期負面後果的方式進行。在干預措施執行期間，也建議制定目標和達成這些目標的規則。動機增強療法也顯示出是種有效的治療。
增加傳輸有關暴飲風險的公共資訊和意識，在急診室對涉嫌從事有害飲酒模式的年輕人進行訪談，以說服他們接受青少年成癮諮詢服務中的個別諮詢，是減少暴飲危害的有效策略。鼓勵從事娛樂性和冒險性的訓練活動（如攀岩或駕駛），這類“自然舒服感覺”可用來取代酒精濫用。此外,在提供暴飲風險教育時，也加上風險評估，對有酒精使用疾患嫌疑的年輕人則轉介去接受專業協助。
根據NIAAA對“重度飲酒者”的定義，如果男性每週飲酒超過14份酒精標準單位或是每天4份，則可能有酒精相關問題的風險，而女性如果每週超過7份或是每天超過3份，則可能有相關問題的風險。雖然有這種風險，美國2014年的全國藥物使用與健康調查（National Survey on Drug Use and Health）發現，根據調查所定義的“重度飲酒者”或“暴飲者”中，只有10%符合酒精依賴的標準，只有1.3%的非暴飲者符合酒精依賴的標準。從這項研究中得出的結論是，在多數情況下，利用循證策略和臨床預防服務就可有效減少暴飲，而無需進行成癮治療。

## 流行病學
暴飲的行為在男性中比在女性中較常見。美國的學生中，大約有50%的男性和39%的女性會暴飲。暴飲行為有種族差異。高加索人種暴飲機率幾乎是黑人的兩倍。暴飲在美洲原住民中很常見（請參考酒精與美洲原住民）。
在澳大利亞的15歲-17歲的群組中，有31%的男性和14%的女性會進行危險的飲酒行為。

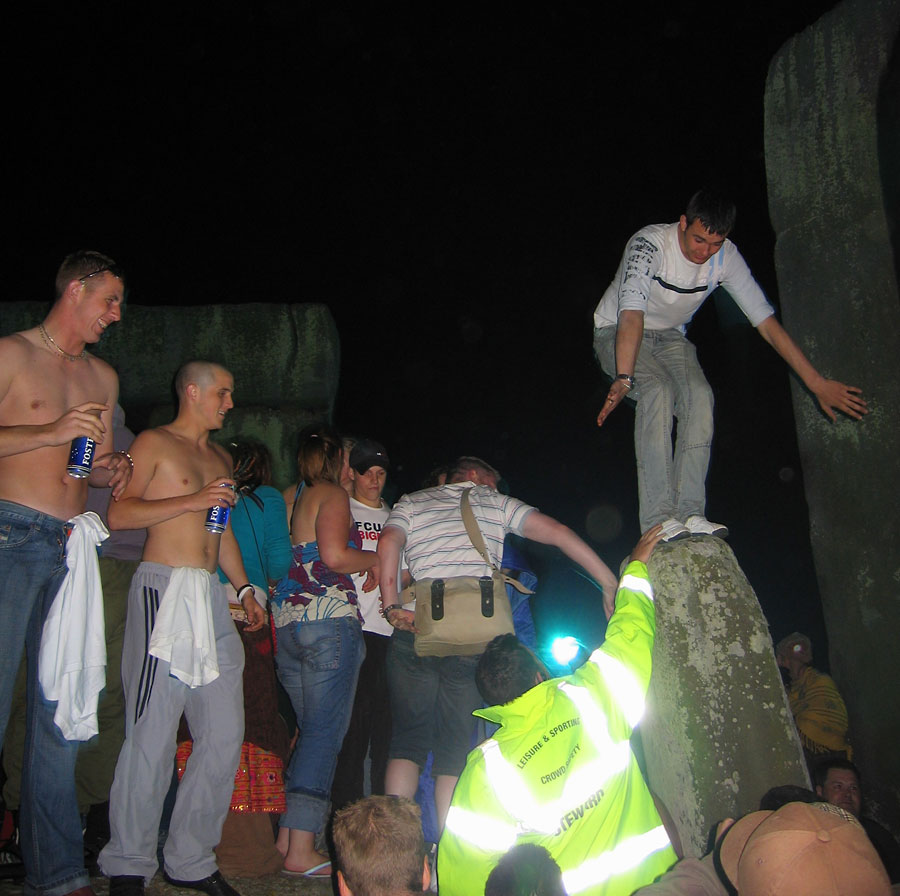
聚眾暴飲會促使警方以觸犯公共場合醉酒和騷擾公眾秩序的罪名而採取行動。

非洲人後裔的暴飲程度最低，其次是亞洲人後裔。就亞洲人而言，導致他們的低水準暴飲的原因可能是由於許多（但絕非絕大多數）身上存在醛脫氫酶基因（ALDH2，染色體12），導致酒精代謝不良，而有嚴重的副作用，如面部潮紅。男性比女性更容易暴飲（高達81%的暴飲發生在男性身上），男性也比女性更容易產生酒精依賴現象。有ALDH2基因同型合子的人不太可能暴飲，因為這類人即使適度飲酒也會發生嚴重的不良反應。
大學生與未上大學的同齡人相比，更容易暴飲。這種問題已對美國合法飲酒年齡發生嚴重的問題。這情況在女性中比男性更為普遍。
和重度暴飲有相關聯的現象還有：低度宗教信仰、吸食大麻、男女未婚同居、和吸菸。

## 社會與文化
暴飲每年給英國經濟造成約200億英鎊的損失；每年估計有1,700萬個工作日因宿醉和與飲酒有關的疾病而損失掉。據估計，暴飲給雇主增添的成本為64億英鎊，而估計每年酒精傷害要給國民保健署（NHS）造成27億英鎊的成本。因此有建議該採取緊急行動以了解暴飲文化、及其病因、以及發病機制，並採取緊急行動，對人們進行有關因暴飲而產生危險的教育。
美國CDC於2011年10月發布的研究報告顯示，暴飲每年給美國造成2,230億美元的損失，相當於每份飲料貢獻2美元。這些成本包括醫療衛生費用，工作效率下降、酒後駕駛造成的財產損失、以及與犯罪行為造成的費用。總體而言，有11.9%的暴飲者在飲酒途中或結束後兩小時內開車。而這些酒後駕駛的暴飲者有54.3%是在特定的場所（如酒吧、俱樂部、和餐館）內喝酒。

## 性別差異
女性比男性更容易醉酒，並且血液酒精濃度會較高。即使女性的體重和飲酒量與男性相同，這種男女差異造成的結果也會不同。由於這些差異，大學年齡女性往往比男性更早經歷暴飲的不良後果。
無論女性是在想嘗試懷孕還是已在懷孕期間，不宜飲酒（沒有所謂的安全飲酒量）。由於濫用酒精仍然被高度污名化 - 尤其是針對孕婦 - 一些倡導者建議在實施治療時該採用非評判性立場、屬於婦女個人賦權、以及為從事性行為的婦女提供避孕藥具，以防止會產下有胎兒酒精譜系障礙的小孩。

## 資料來源
- . No. 29 PH 357. National Institute on Alcohol Abuse and Alcoholism. July 1995  [2021-09-28]. （原始内容存档于2021-09-28）.
- Dowdall, George W. . Westport, Conn: Praeger. 2009. ISBN 978-0-275-99981-0.
- MacLachlan, Malcolm; Smyth, Caroline. . Dublin: Liffey Press. 2004. ISBN 978-1-904148-42-5.
- Marczinski, Cecile A.; Grant, Estee C.; Grant, Vincent J. . Hauppauge, NY: Nova Science. 2009. ISBN 978-1-60692-037-4.
- Tan, Andy Soon Leong. . Journal of Youth Studies. 2012, 15 (1): 119–142. S2CID 146449952. doi:10.1080/13676261.2011.630997.
- Walters, Scott T.; Baer, John S. . New York: Guilford Press. 2006. ISBN 978-1-59385-222-1.
- Wechsler, Henry; Wuethrich, Bernice. . Emmaus, Pa.: Rodale. 2002. ISBN 978-1-57954-583-3.

## 外部連結
- Global Status Report on Alcohol 2004 （页面存档备份，存于） by the WHO.